# Dobki (Gmina Iłów)
Pour les articles homonymes, voir Dobki.
Dobki  [ˈdɔpki] est un village polonais de la gmina d'Iłów dans le powiat de Sochaczew et dans la voïvodie de Mazovie.